# North Newington
North Newington – wieś w Anglii, w hrabstwie Oxfordshire, w dystrykcie Cherwell. Leży 35 km na północ od Oksfordu i 107 km na północny zachód od Londynu. W 2001 miejscowość liczyła 321 mieszkańców.